# Віцко-Вєлкє
Віцко-Вєлкє (пол. Wicko Wielkie) — озеро в Польщі біля Щецинської затоки.Адміністративно більша західна частина належить місту Свіноуйсьце, а східна до Каменського повіту (ґміна М'єндзиздроє).Озеро площею 12 км², з яких близько 95% знаходиться в області Волінського національного парку.

## Історія
До 1945 року, озеро мало німецьку назву: Grosser Vietziger See.У 1949 році впровадили офіційне розпорядження на польську назву Віцко-Вєлкє (Wicko Wielkie).